# گرینفیلد (ایندیانا)
گرینفیلد، ایندیانا (به انگلیسی: Greenfield, Indiana) یک شهر در ایالات متحده آمریکا با جمعیت ۲۰٬۶۰۲ نفر است که در ایندیانا واقع شده‌است.

## موقعیت جغرافیایی
موقعیت جغرافیایی شهرها و مناطق اطراف به شرح زیر است: